# 29. Festiwal Polskich Filmów Fabularnych w Gdyni
29. Festiwal Polskich Filmów Fabularnych odbył się w Gdyni w dniach 13-18 września 2004. W konkursie głównym Festiwalu Polskich Filmów Fabularnych o Złote Lwy walczyło 20 filmów. Jury, któremu przewodniczył Jerzy Stuhr (pozostali członkowie: Sławomira Łozińska,
Agnieszka Różycka, Dariusz Gajewski, Sławomir Idziak, Andrzej Korzyński, Andrzej Płocki) za najlepszy film festiwalu uznało Pręgi debiutantki Magdaleny Piekorz. Uznanie wśród jurorów znalazły także filmy: Wesele Wojciecha Smarzowskiego, Mój Nikifor Krauzego oraz Długi weekend Glińskiego.

## Laureaci
- Złote Lwy dla najlepszego filmu: Pręgi w reżyserii Magdaleny Piekorz
- Złote Lwy dla producenta najlepszego filmu: Studio Filmowe „Tor”
- nagroda Specjalna Jury: Wesele, w reżyserii Wojciecha Smarzowskiego
- nagroda za reżyserię: Przemysław Wojcieszek (W dół kolorowym wzgórzem)
- nagroda za scenariusz:
  - Juliusz Machulski (Vinci)
  - Jarosław Sokół (Długi weekend)
- nagroda za najlepszą rolę kobiecą: Krystyna Feldman za rolę Nikifora Krynickiego w Moim Nikiforze
- nagroda za najlepszą rolę męską:
  - Marian Dziędziel (Wesele)
  - Krzysztof Globisz (Długi weekend)
- nagroda za zdjęcia: Marcin Koszałka (Pręgi)
- nagroda za muzykę: Paweł Mykietyn (Ono)
- nagroda za scenografię: Andrzej Rafał Waltenberg (Cudownie ocalony)
- nagroda za drugoplanową rolę kobiecą: Małgorzata Braunek (Tulipany)
- nagroda za drugoplanową rolę męską: Marek Walczewski (Ono)
- nagroda za dźwięk: Michał Żarnecki (Pręgi)
- nagroda za montaż: Krzysztof Szpetmański (Mój Nikifor)
- nagroda za kostiumy: Dorota Raqueplo (Mój Nikifor i Pręgi)
- nagroda Stowarzyszenia Filmowców Polskich za twórcze przedstawienie współczesności: Wesele Wojciecha Smarzowskiego
- nagroda dziennikarzy: Wesele Wojciecha Smarzowskiego
- nagroda publiczności Silver Screen: Pręgi reż. Magdalena Piekorz
- Złoty Klakier dla najdłużej oklaskiwanego filmu: Pręgi, reż. Magdalena Piekorz
- nagroda Prezydenta Gdyni za debiut aktorski: Przemysław Bluszcz (W dół kolorowym wzgórzem)
- nagroda Prezesa Zarządu Telewizji Polskiej: Wesele, reż. Wojciech Smarzowski
- nagroda Rady Programowej TVP: Wesele, reż. Wojciech Smarzowski
- nagroda Stowarzyszenia Zagranicznych Organizatorów Polskich Festiwali za „wyjątkowy kunszt reżyserski”: Pręgi, reż. Magdalena Piekorz
- nagroda Fundacji Górnictwa Naftowego i Gazownictwa im. Ignacego Łukasiewicza za „propagowanie polskiej kultury za granicą”: Ogród rozkoszy ziemskich, reż. Lech J. Majewski
- nagroda widowni dziecięcej dla filmu pełnometrażowego: Magiczna gwiazda, reż. Wiesław Zięba
- nagroda redakcji „Teletygodnia” dla najlepszego filmu telewizyjnego: Długi weekend, reż. Robert Gliński
- nagroda Krajowej Rady Radiofonii i Telewizji dla filmu telewizyjnego: Długi weekend, reż. Robert Gliński uzasadnienie za znakomitą realizację scenariusza i wykreowanie postaci, które oddają paradoks najnowszej polskiej historii, spotkania ludzi różnych światopoglądów i uznających różne symbole

## Filmy Konkursu Głównego
Atrakcyjny pozna panią..., reż. Marek Rębacz
Cudownie ocalony, reż. Janusz Zaorski
Cud w Krakowie, reż. Diana Groo
Długi weekend, reż. Robert Gliński
Do potomnego, reż. Antoni Krauze
Królowa chmur, reż. Radosław Piwowarski
Ławeczka, reż. Maciej Żak
Magiczna Gwiazda, reż. Wiesław Zięba
Mój Nikifor, reż. Krzysztof Krauze
Nigdy w życiu, reż. Ryszard Zatorski
Ogród rozkoszy ziemskich, reż. Lech J. Majewski
Ono, reż. Małgorzata Szumowska
Pręgi, reż. Magdalena Piekorz
SPAM, reż. Radosław Hendel
Tajemnica kwiatu paproci, reż. Tadeusz Wilkosz
Tulipany, reż. Jacek Borcuch
Trzeci, reż. Jan Hryniak
Vinci, reż. Juliusz Machulski
W dół kolorowym wzgórzem, reż. Przemysław Wojcieszek
Wesele, reż. Wojciech Smarzowski